# National Grid
National Grid — британская энергетическая компания. Является оператором энергосистемы Великобритании, осуществляет электроснабжение в Англии и Уэльсе, электро- и газоснабжение на северо-востоке США. В 2023 году заняла 207-е место в списке крупнейших публичных компаний мира Forbes Global 2000.

## История
Первая в мире электростанция начала работу в 1882 году в Лондоне; после 4 лет работы в убыток она была закрыта. К 1920 году только 6 % британских домов были электрифицированы, снабжением электроэнергией занималось 480 небольших частных или муниципальных предприятий. По инициативе премьер-министра Стэнли Болдуина в 1926 году началось создание национальной электросети (англ. National Grid), около 6 тыс. км линий электропередач связали 122 наиболее эффективные электростанции с потребителями по всей стране. Сеть начала работу в 1935 году и стала первой в мире интегрированной национальной энергосистемой. К началу Второй мировой войны электричество уже было в двух третях домов Великобритании. В 1947 году электроэнергетическая отрасль была национализирована, в Англии были созданы 12 региональных государственных энергетических предприятий, ещё два — в Шотландии. В следующем году газоснабжение было также национализировано. В 1957 году был создан Центральный совет по производству электроэнергии (Central Electricity Generating Board, CEGB). В 1962 году начала работу первая в стране атомная электростанция, а в 1982 году — первая ветряная электростанция. В 1986 году закончилась прокладка высоковольтного кабеля, связавшего энергосистемы Великобритании и Франции. В 1989 году CEGB была разделена на 4 компании: National Grid (электросети) и 3 электрогенерирующие компании (PowerGen, National Power и Nuclear Electricity).
В 1990 году началась приватизация компании National Grid, её совладельцами стали 12 региональных электрических компаний. В 1995 году акции National Grid были размещены на Лондонской фондовой бирже. В 2000 году в США были куплены компании New England Electric System и Eastern Utilities Associates. Через 2 года присутствие в США было расширено покупкой компании Niagara Mohawk Holdings. Также в 2002 году была поглощена компания Lattice Group, занимавшаяся газоснабжением в Великобритании. В 2006 году за 7,3 млрд долларов была куплена компания KeySpan, снабжавшая газом 2,3 млн клиентов на северо-востоке США, а также 1,1 млн клиентов электричеством. В 2011 году был запущен кабель, связавший сети Великобритании и Нидерландов.
В 2021 году за 7,8 млрд фунтов была куплена британская электрораспределительная компания Western Power Distribution, ранее она принадлежала американской PPL Corporation. В начале 2023 года за 4 млрд фунтов была продана 60-процентная доля в газораспределительной сети в Великобритании.

## Руководство
- Паула Роспут Рейнолдс (Paula Rosput Reynolds, род. в 1956 году) — председатель совета директоров с мая 2021 года; также член совета директоров British Petroleum[10].
- Джон Петтигрю (John Pettigrew, род. в 1968 году) — генеральный директор с апреля 2016 года, член совета директоров с 2014 года; в компании с 1991 года.

## Деятельность
Подразделения по состоянию на 2023 год:
- UK Electricity Transmission — обслуживание высоковольтных линий электропередач в Англии и Уэльсе; 9 % выручки.
- UK Electricity Distribution — эксплуатация электрораспределительных сетей в Мидлендсе, Юго-Западной Англии и Южном Уэльсе; 9 % выручки.
- UK Electricity System Operator — управление энергосистемой Великобритании; 22 % выручки.
- New England — электро- и газоснабжение, управление линиями электропередач в Новой Англии (США); 20 % выручки.
- New York — электро- и газоснабжение, управление линиями электропередач в штате Нью-Йорк (США); 32 % выручки.